# Менерт, Зигфрид
Зи́гфрид Ме́нерт (нем. Siegfried Mehnert; 3 марта 1963, Делич) — немецкий боксёр полусредней и первой средней весовых категорий, в 1980-е годы успешно выступал за сборную ГДР. Трёхкратный чемпион Европы, обладатель серебряной медали чемпионата мира, участник летних Олимпийских игр в Сеуле. Ныне — тренер по боксу.

## Биография
Зигфрид Менерт родился 3 марта 1963 года в городе Делич, федеральная земля Саксония. Уже в юном возрасте записался в детско-юношескую спортивную школу, где активно занимался боксом. Первого серьёзного успеха на ринге добился в 1982 году, когда стал чемпионом ГДР среди юниоров и выиграл юниорское европейское первенство. Год спустя был чемпионом уже взрослого национального первенства, кроме того, в полусреднем весе завоевал бронзовую медаль на чемпионате Европы в Варне. Германская демократическая республика бойкотировала Олимпиаду 1984 года в Лос-Анджелесе, поэтому Менерт не принимал в ней участие — вместо этого он боксировал на организованном социалистическими странами турнире «Дружба-84», откуда привёз медаль бронзового достоинства.
В 1985 году участвовал в зачёте чемпионата Европы, проходившего в Будапеште, и выиграл золото. Затем поднялся в первую среднюю весовую категорию и в 1987 году защитил чемпионский титул на европейском первенстве в Турине — в финальном матче одолел титулованного советского боксёра Василия Шишова. Благодаря череде удачных выступлений удостоился права защищать честь страны на летних Олимпийских играх 1988 года в Сеуле, однако со счётом 2:3 проиграл уже в третьем своём матче на турнире. В 1989 году в третий раз стал чемпионом Европы, на соревнованиях в Афинах взял верх над всеми соперниками и получил очередное золото. После объединения Германии Менерт ещё продолжал выступать некоторое время, в частности выиграл национальное первенство, но каких-либо выдающихся результатов уже не показывал, поэтому вскоре принял решение завершить карьеру спортсмена, уступив место в сборной молодым немецким боксёрам.
Ныне вместе с семьёй проживает в городе Карлсруэ, где работает тренером в одном из боксёрских залов.